# Cautethia spuria
Cautethia spuria är en fjärilsart som beskrevs av Jean Baptiste Boisduval 1875. Cautethia spuria ingår i släktet Cautethia och familjen svärmare. Inga underarter finns listade i Catalogue of Life.

## Bildgalleri

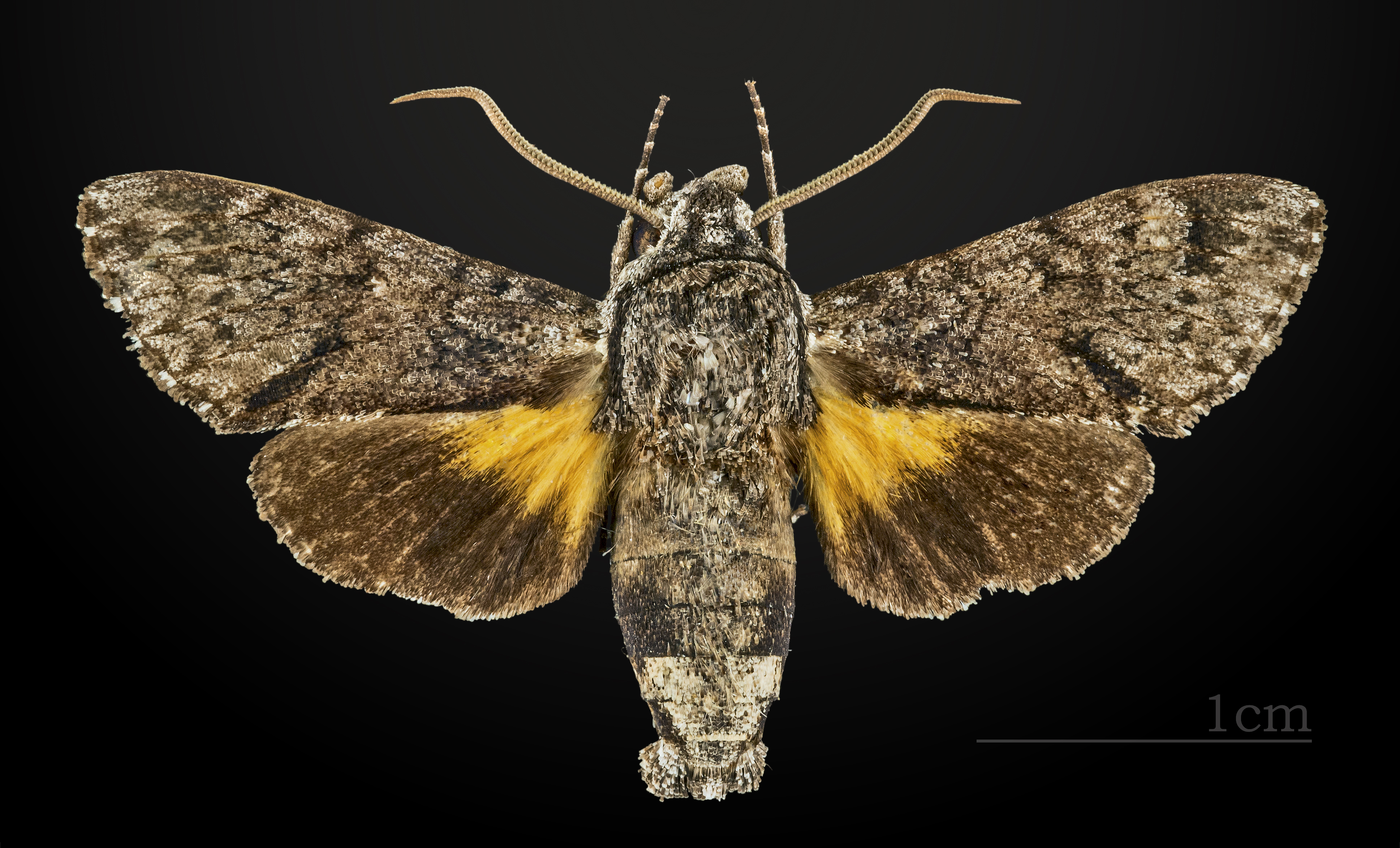
♂
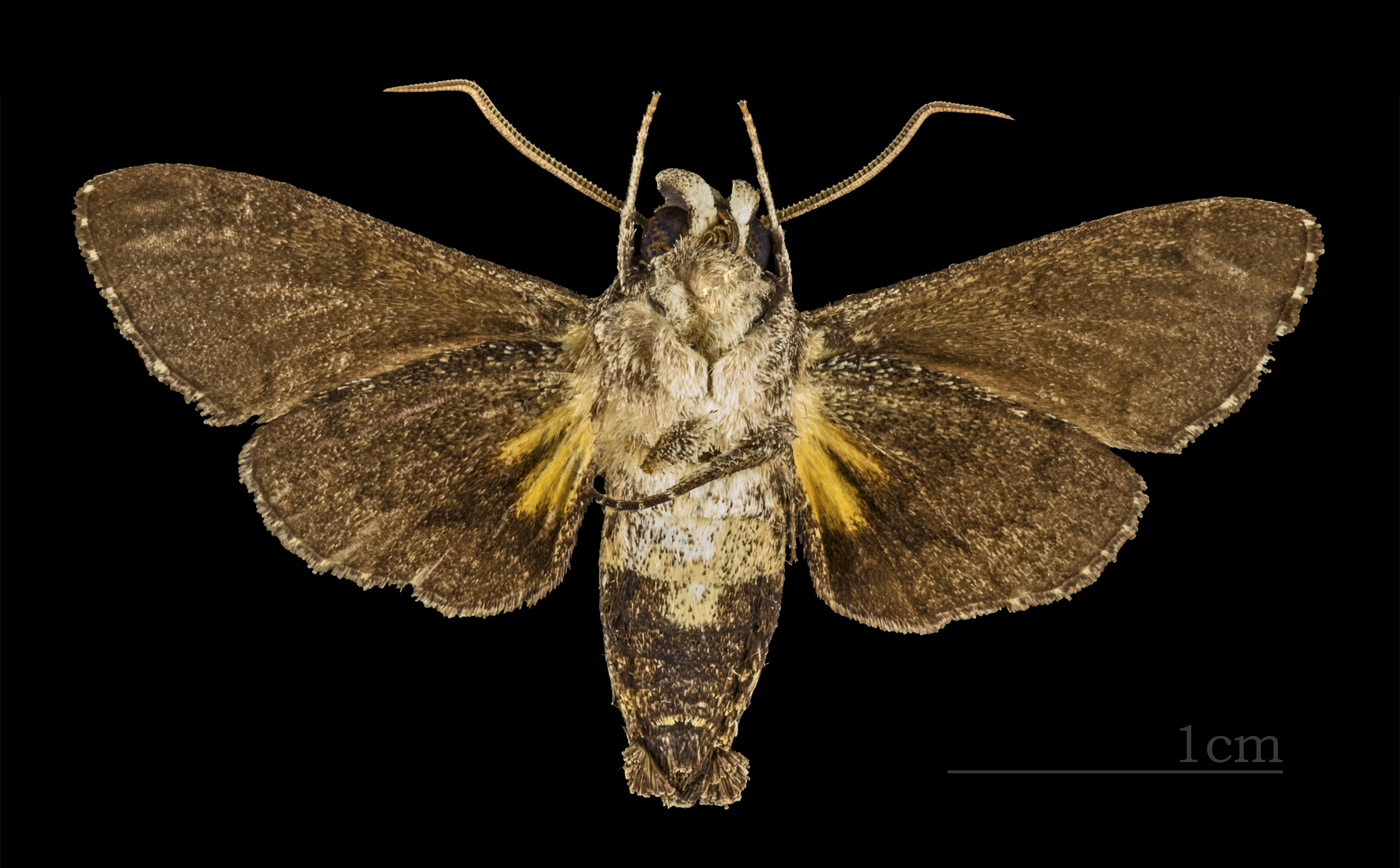
♂ △